# Strepsils

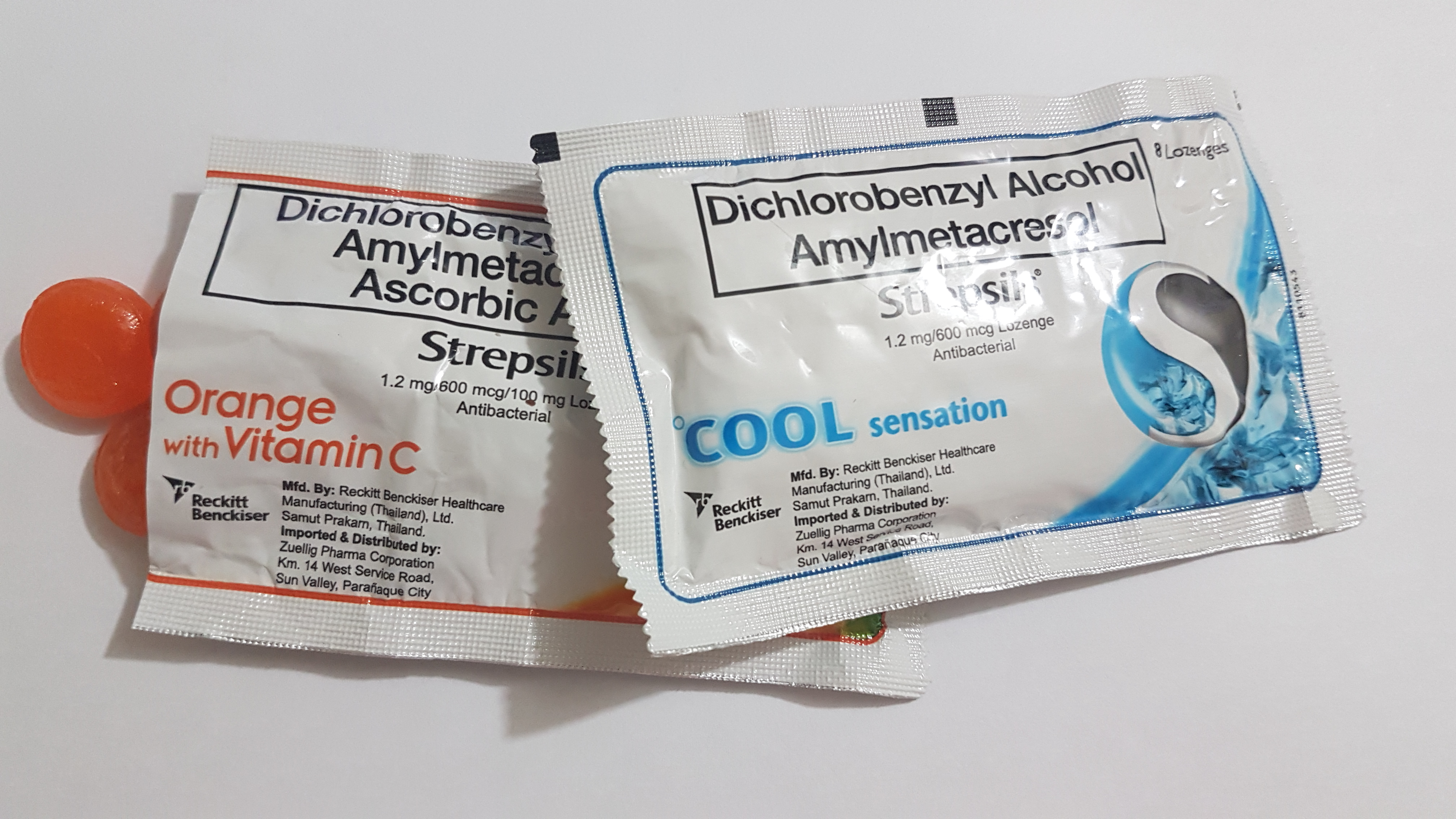
Strepsils, distribuit de Zuellig Pharma în Filipine.

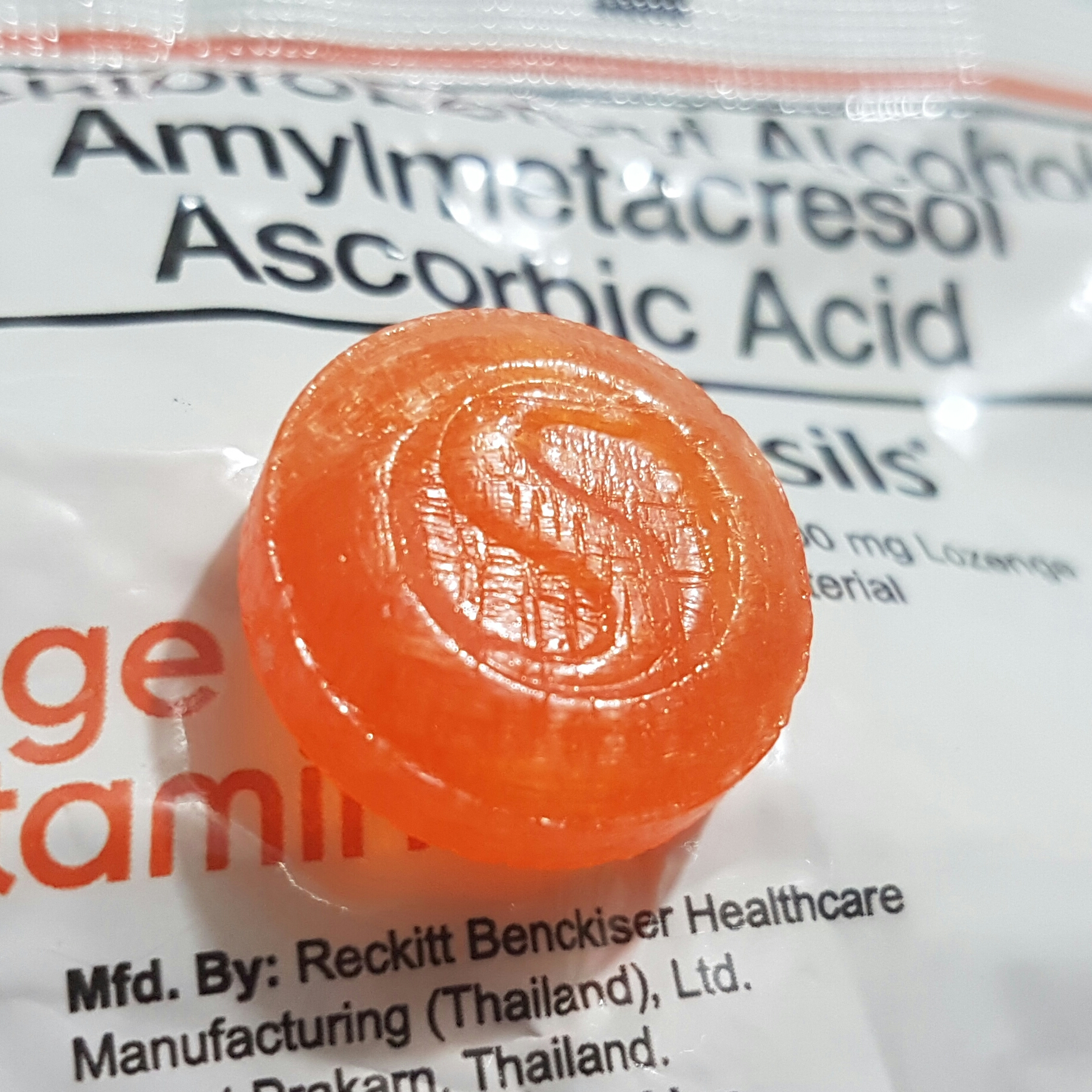
O singură pastilă Strepsils portocalie deasupra unui pachet de pastile cu același gust (circa 2017).

Strepsils este o marcă de pastilă pentru gât produsă de Reckitt. Pastilele pentru gât Strepsils sunt utilizate pentru a ameliora disconfortul cauzat de infecțiile bucale și ale gâtului.

## Ingrediente
Ingredientele active principale sunt alcoolul dichlorobenzilic și amylmetacresol, iar unele formule conțin acid ascorbic (vitamina C). Ingredientele inactive includ mentol, acid tartric, și propilen glicol.

## Istorie
Strepsils a fost inițial introdus în 1950 de Boots Healthcare ca un apa de gura. Pastilele pentru gât Strepsils au fost introduse în 1958. Strepsils a fost unul dintre brandurile Boots Healthcare achiziționate de Reckitt Benckiser în 2006.
Strepsils a fost în producție din 1958 și conține două ingrediente active, și anume: amylmetacresol și alcool 2,4-dichlorobenzilic. Aceste ingrediente sunt antiseptice blânde care pot ucide bacteriile asociate cu infecțiile bucale și ale gâtului. Cu toate acestea, așa cum este indicat pe ambalaj, cercetările nu au demonstrat prezența unui agent antibacterian pentru a reduce durata sau severitatea unei infecții. Extra Strepsils conține hexilresorcinol ca ingredient activ și strepsils pentru gât și nas conține 8 mg mentol. Reckitt Benckiser produce, de asemenea, o pastilă cu rezistență mai mare care a fost comercializată sub eticheta Strepsils Intensive, dar este acum comercializată sub brandul Strefen, care conține ingredientul activ flurbiprofen 8.75 mg.
În Australia și Argentina, Reckitt Benckiser comercializează și Strepsils Plus, care conține lidocaină, precum și agenți antiseptici prezenți în Strepsils original. În Spania, Strepsils sunt disponibile și cu lidocaină, comercializate ca Strepsils Lidocaine.
Numele Strepsil provine de la bacteria streptococ care provoacă anumite tipuri de dureri în gât.
Strepsils se vând în Italia sub marca Benagol.
În Germania sunt vândute acum sub marca Dobendan și Dobensana, din 2009 până în 2013 au fost vândute ca Dobendan Strepsils. În Norvegia, Strepsils se vând fără ingrediente active sub marca Repsil.

## Doză
Doza recomandată este o tabletă la fiecare 2–3 ore pentru adulți.
Vitamina C este adăugată pentru Strepsils cu vitamina C-100. Fiecare pastilă Strepsils cu vitamina C-100 conține 1.2 mg de alcool 2,4-dichlorobenzilic, Amylmetacresol 0.6 mg și 100 mg de vitamina C.